# Sarah Thorsett
Sarah Thorsett (* 18. März 1970) ist eine ehemalige US-amerikanische Mittelstreckenläuferin, die sich auf die 1500-Meter-Distanz spezialisiert hatte.
1995 siegte sie bei den Panamerikanischen Spielen in Mar del Plata und erreichte bei den Weltmeisterschaften in Göteborg das Halbfinale.
Bei den Weltmeisterschaften 1997 in Athen schied sie im Vorlauf aus.

## Persönliche Bestzeiten
- 800 m: 2:02,17 min, 29. Juni 2994, Helsinki
- 1000 m: 2:37,60 min, 4. Juni 1995, Eugene
- 1500 m: 4:05,87 min, 10. Juli 1996, Nizza
- 1 Meile: 4:28,42 min, 17. Juli 1999, Nizza
  - Halle: 4:31,4 min, 22. Februar 1997, Fairfax
- 3000 m: 9:05,51 min, 4. Mai 1996, Rio de Janeiro